# 福宝堂
合資會社福寶堂（ふくほうどう、1910年7月 - 1912年9月10日 合併）は、かつて東京に存在した日本の映画会社である。日本最古の映画会社の一つであり、洋画『探偵奇譚ジゴマ』のヒット、および日活を構成する前身4社のうち1社として映画史にその名を残す。同社の直営館「第一福宝館」が、現在の国立近代美術館フィルムセンターとなったことでも知られる。

## 略歴・概要

### 設立と背景
1910年（明治43年）7月、田畑健造が東京市日本橋区通1丁目13番（現在の東京都中央区日本橋2丁目あたり）に設立する。田畑は、当時日本皮革（現在のニッピ）の取締役であり、同地は、田畑のおじであり日本皮革取締役の賀田金三郎がかつて所長を務めた製架機械製造所の土地であった。そもそも日本皮革の前身の1社は、田畑の妻の実父北岡文兵衛が設立した東京製皮（設立時は弾北岡組、三井系）であり、田畑は東京製皮の支配人から日本皮革の取締役になった人物であり、当時の住所は北岡と同一であった。創業時の社長（無限責任社員）は田畑、副社長は川村惇（玄洋社）、経理部長は太田勇之進であった。
同社は、当時増加しつつあった映画の常設館を規制するために警視庁が設けた「1区内1館」の内規に目をつけ、「第十五福宝館」まで土地を押さえ、営業許可ごと売却しようと考えたが売却が進まなかったことから、自社で直営館を建てる事に方針転換し、第一福宝館を京橋に、第二福宝館を芝に、第三福宝館を麻布十番に、と「第八福宝館」までを建設し、興行会社として事業を始める。

### ジゴマ旋風
興行師の小林喜三郎を本社営業部長に、大阪支店長には前年に「三友倶楽部」を設立した山川吉太郎を迎えた。小林は、同社が買い付けたものの倉庫に放置されていたヴィクトラン・ジャッセ監督の Zigomar （全3巻、1910年）を、『探偵奇譚ジゴマ』と題して1911年（明治44年）11月、浅草公園六区の金龍館を皮切りに全国公開、大ヒットとともに社会現象を起こした。同社からロンドンに派遣され、『ジゴマ』等の洋画を買い付けたのは、のちの写真家の鈴木陽である。
プログラムの不足から、東京府北豊島郡日暮里村（現在の荒川区西日暮里3丁目7）に自社の撮影所を建てた。それが「福宝堂日暮里花見寺撮影所」である。興行に強かった同社は、粗製濫造をしたが、資金には事欠かなかった。また、各館専属の人気活動弁士による興行力もあった。そのため、日活設立のためのトラスト交渉の際には、横田商会の45万円、吉沢商店の75万円、M・パテー商会の60万円に比して、97万6,700円とその資産価値を高く評価された。

### 日活へそして天活へ
1912年（大正元年）9月10日、横田商会、吉沢商店、M・パテー商会との4社合併で「日本活動写真株式会社」（日活）を設立。「日暮里花見寺撮影所」は閉鎖されたが、直営館は第一福宝館が京橋日活となったのを初めとして、いずれも日活の直営館として引き継がれた。しかし、人的リソースとしては問題があり、合併後の横田商会系の社内での台頭に反発した営業部門の小林と山川は早晩退社し、「天然色活動写真」（天活）の基礎を築きはじめた。
同社が製作した作品の一部は、1914年（大正3年）に日活が上映した記録がある。『侠客春雨傘』（原作福地桜痴、同年2月15日公開）、『春風閣』（同年4月公開）、『慶安太平記丸橋忠弥』（同年5月公開）、『ふかし芋』（同年5月公開）、『和歌の浦』（同年9月公開）、『令嬢車夫』（同年9月公開）、『火の番』（同年10月公開）、『廻り燈籠』（同年12月）がそれで、『御所の五郎蔵』（同年4月公開）は天活が、『佐野次郎左衛門』（同年3月公開）は小林喜三郎の小林商会が上映している。
2012年（平成24年）5月現在、東京国立近代美術館フィルムセンターは、同社の作品の上映用プリントを所蔵していない。

## 直営劇場
1. 第一福宝館 京橋区具足町5番地（現在の中央区京橋3丁目7番地6号、東京国立近代美術館フィルムセンター）
2. 第二福宝館 芝区桜田本郷町（のちの芝田村町1丁目、現在の港区西新橋1丁目3番、同区新橋1丁目8番あたり）
3. 第三福宝館 麻布区新網町（現在の港区麻布十番）
4. 第四福宝館 四谷区荒木町（現在の新宿区荒木町）
5. 第五福宝館 本郷区春木町（現在の文京区本郷）
6. 第六福宝館 下谷区竹町（現在の台東区台東3丁目）
7. 第七福宝館 日本橋区吉川町（現在の中央区東日本橋）
8. 第八福宝館 本所区若宮町（現在の江東区本所2丁目）

## おもなフィルモグラフィ
特筆以外は自社製作作品である。洋画は輸入作品である。
1911年
- 『明烏夢の泡雪』 : 設立第1作
- 『不如帰』 : 原作徳富蘆花
- 『無人島』 : 原作江見水蔭
- 『金色夜叉』 : 原作紅葉山人
- 『恋娘黄八丈』 : 主演中村勘五郎、市川猿之丞
- 『春の夢』 : 原作篠山吟葉
- 『大杯觴酒戦強者』 : 主演市川小文治
- 『伊勢音頭恋の寝刃』 : 主演市川小文治
- 『男心』 : 原作篠山吟葉
- 『影絵』 : 原作東離庵
- 『観音岩』 : 原作市川眉山
- 『筐』 : 原作巖谷小波
- 『雪子夫人』 : 原作柳川春葉
- 『寒月』 : 原作篠山吟葉
- 『濡れ衣』 : 原作小笠原白也
- 『下女代用』 The Mechanical Mary Anne : 監督ルーウィン・フィッツハモン、1910年のイギリス映画
- 『新案電気靴』 Electric Boots : 監督不明、1911年のフランス映画
- 『探偵奇譚ジゴマ』 Zigomar : 監督ヴィクトラン・ジャッセ（フランス語版）、1910年のフランス映画
- 『女ジゴマ』 : 輸入映画、原題等不明

1912年
- 『ジゴマ続編』 Zigomar contre Nick Carter : 監督ヴィクトラン・ジャッセ、1912年のフランス映画
- 『悪魔バトラ』 Tom Butler : 監督ヴィクトラン・ジャッセ、1912年のフランス映画
- 『幸運児』 : 原作船橋碧川
- 『月魄』 : 原作菊池幽芳
- 『淡雪』 : 原作船橋竹軒
- 『脱走兵』 : 原作塚原澁柿園、脚本篠山吟葉
- 『想思曲』 : 原作前田曙山
- 『紫草紙』 : 原作篠山吟葉
- 『通夜物語』 : 監督吉野二郎、原作泉鏡花、撮影枝正義郎、主演若水美登里、山崎長之輔
- 『こんくらべ』 : 原作小林蹴月、脚本篠山吟葉
- 『親鸞上人一代記』 : 脚本桑野桃華
- 『常陸丸』 : 監督吉野二郎、撮影杉山大吉、主演木下録三郎
- 『取替女房』 : 最終作品

## 関連事項
- 映画スタジオ
- 活動写真 - 活動弁士
- ジゴマ
- 小林喜三郎
- 日活 - 横田商会、吉沢商店、M・パテー商会 - 日活向島撮影所
- 天然色活動写真